# Hacıqabul (stad)
Hacıqabul (ook Hajigabul) is een stad in Azerbeidzjan en is de hoofdplaats van het district Hacıqabul.
De stad telt 25.600 inwoners (01-01-2012).